# Styrax obassia
Styrax obassia Siebold & Zucc., 1839 è una pianta della famiglia delle Styracacee.

## Descrizione

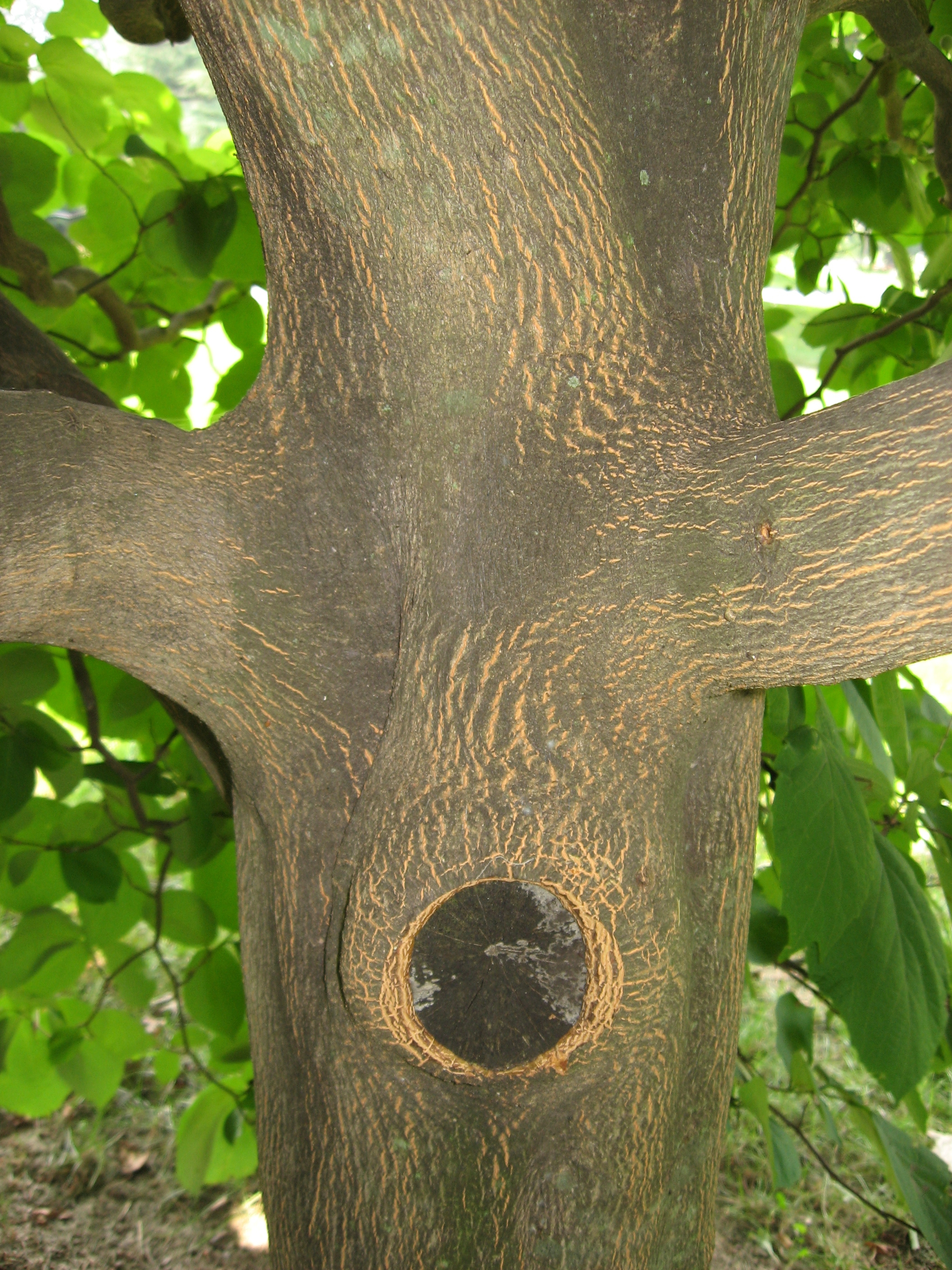
Tronco
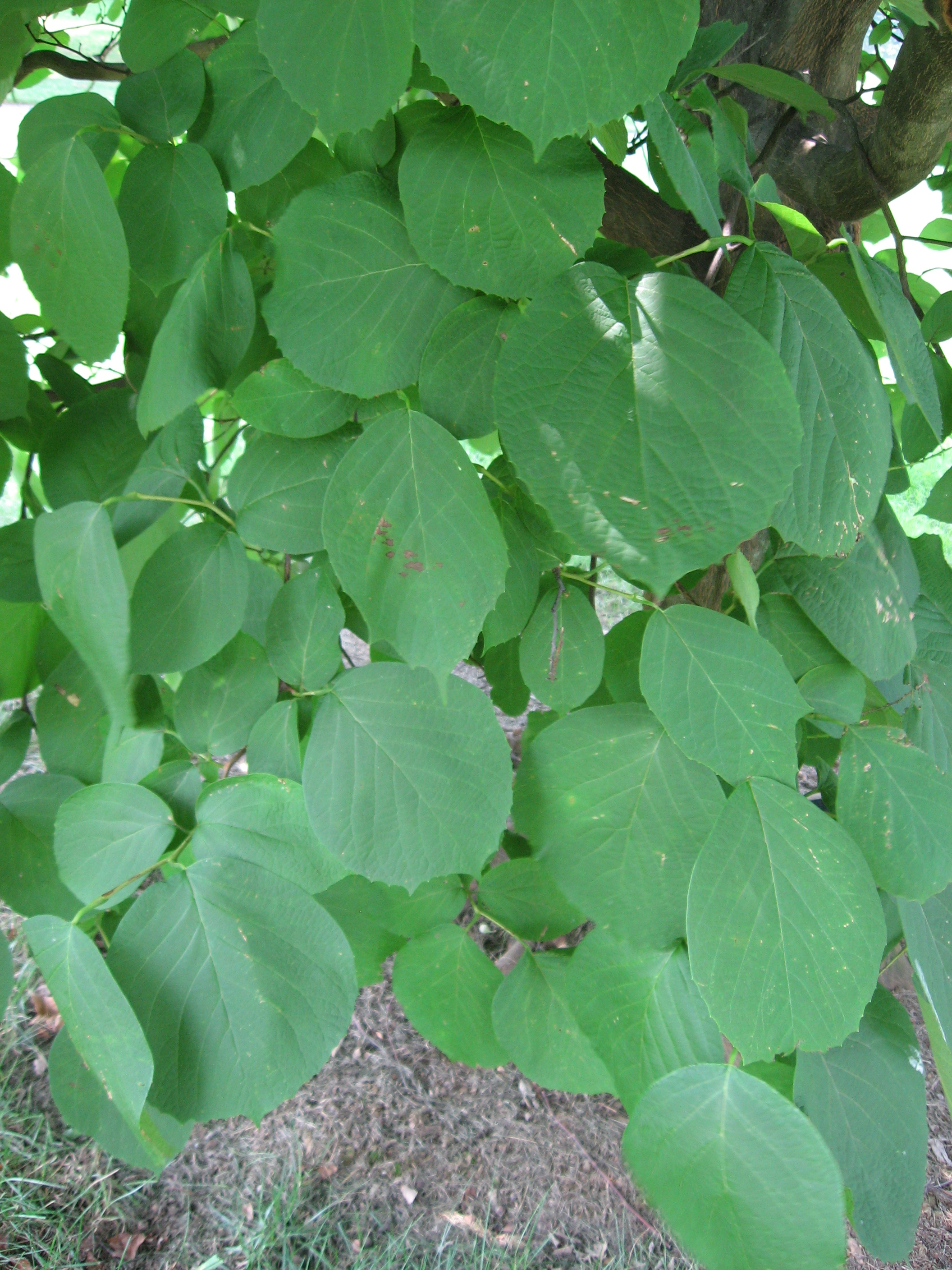
Foglie
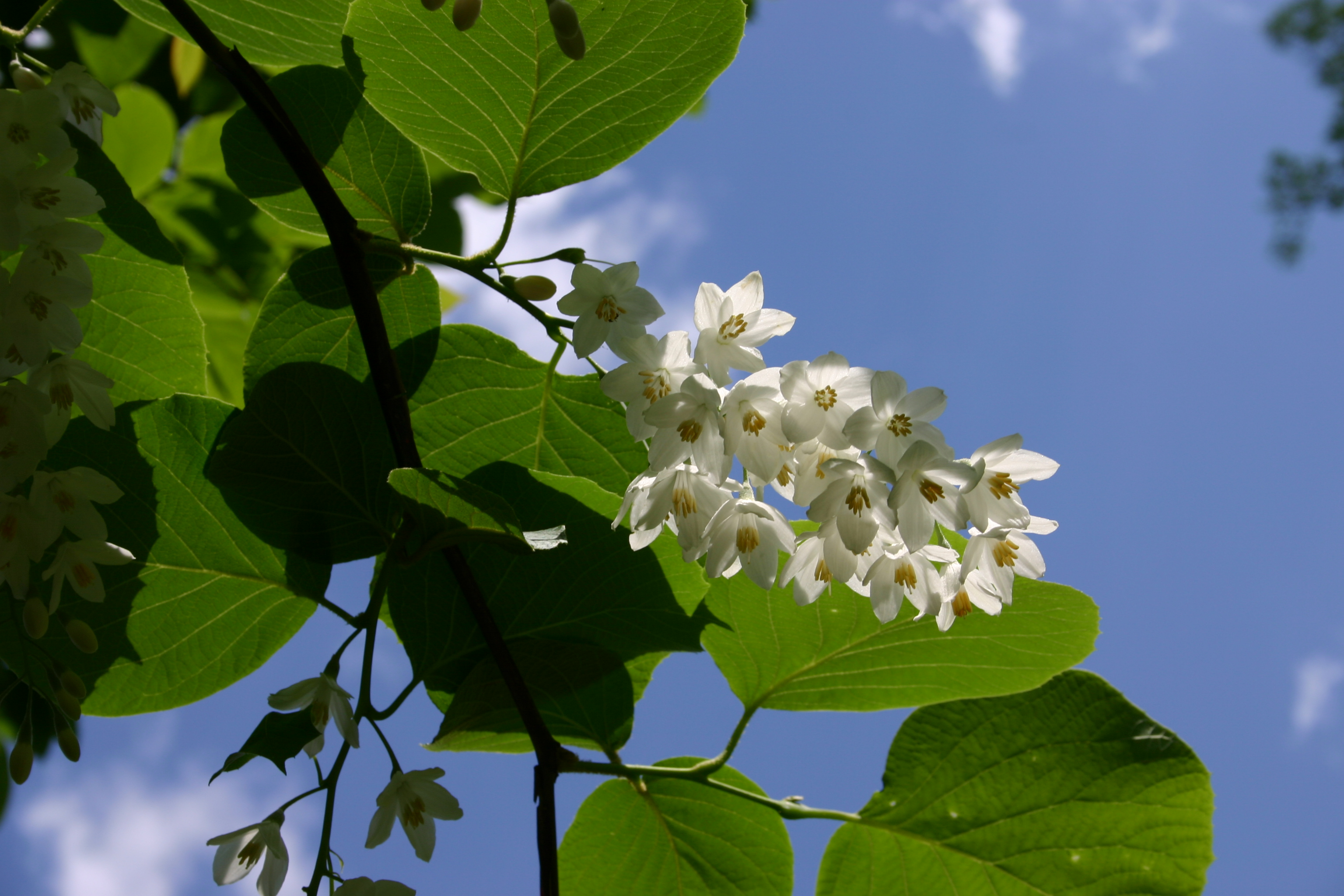
Fiori

## Distribuzione e habitat
La specie è diffusa in Cina, Corea e Giappone.

## Usi
Styrax obassia viene coltivata come  pianta ornamentale nei giardini.